# Maciej Cholewiński
Maciej Cholewiński (ur. 17 kwietnia 1969 w Opocznie) – polski artysta, muzealnik i dziennikarz.

## Życiorys
Ukończył naukę XXIX Liceum Ogólnokształcącym w Łodzi (1988), następnie socjologię na Wydziale Ekonomiczno-Socjologicznym Uniwersytetu Łódzkiego, broniąc dyplom pod kierunkiem Wacława Piotrowskiego (1994). W latach 90. XX w. dziennikarz Radia Kiks i jako felietonista Radia Puls. Współpracował z „Wiadomościami Dnia” (1990–1991) oraz „Gazetą Wyborczą” (1991-2000), w tym z dodatkiem kulturalnym „Verte”. W latach 1998–1999 pracownik Archiwum Państwowego w Łodzi. Od 2000 publikuje na łamach miesięcznika „Kalejdoskop”. Publikował na łamach czasopism m.in.: „Arteon”, „Artluk”, „Arytmia”, „Obieg”, „Opcje” oraz współpracował z Galerią Wschodnią w Łodzi, CSW Zamek Ujazdowski w Warszawie, wydawnictwem „Sztuka i Dokumentacja”. W latach 1999–2002 pracował przy renowacji sztukaterii wnętrz i elewacji willi Grohmana i Pałacu Poznańskiego, a także przy renowacji i rekonstrukcji polichromii cerkwi św. Olgi w Łodzi. Od 2003 pracuje w Dziale Dokumentacji Muzeum Sztuki w Łodzi, zajmując się opracowywaniem zbiorów.

## Działalność artystyczna
Cholewiński jest autorem fotografii, wierszy, scenariuszy, komiksów, biogramów, kolaży, prac malarskich, plastycznych, takich jak:
- fotografie dokumentalne publikowanych na stronach: Muzeum Sztuki w Łodzi, Festiwalu Sztuka i Dokumentacja oraz „Polska The Times Dziennik Łódzki”;
- Prace w zbiorach Galerii Wymiany Józefa Robakowskiego w Łodzi i Archiwum Andrzeja Ciesielskiego w Koszalinie;
- sztuka poczty pt. „Maciej Cholewiński / Poczta / ćwierć WorkA roweru” (1997).
- scenariusze filmów oświatowo-krajoznawczych realizowanych na zlecenie ośrodka TVP w Katowicach (2001);
- „Inwentarz domów miasta Łodzi” – fotograficzny spis budynków Łodzi (realizowany od 2000);
- zbiór biogramów „Kolekcja Motyli”, zawierający około 35 tysięcy pozycji (realizowany od 2004);
- Od 2010 roku zasiada honorowo w Radzie Fundacji „Bank Żywności” im. Marka Edelmana w Łodzi.
- opowieść „Ulica Nawrot” – historyczno-literackiego portretu międzywojennej ulicy Nawrot w Łodzi wraz z indeksem nazwisk, drukowany od 1998 m.in. na łamach „Gazety Wyborczej”[1].
- scenariusze komiksów w ramach projektu „Bajzel i bałagan po raz kolejny mylą mi się” (2024, wraz Michałem Arkusińskim)[2] oraz publikacji: Edelman (2019), Zgierskie wątki. Historia Zarysowana (2021), Ważny był tylko numer (2023), Chciałbym zapomnieć (2024)[3].

## Wystawy
- Darmowa kuchnia, czyli rzecz o głodnych akceptacji literaturach i równie spragnionej publiczności, Forum Fabricum w Łodzi (2002),
- Deja Vu, Galeria Śródmiejskiego Forum Kultury w Łodzi (2003),
- Variete (benefis), Galeria Manhattan w Łodzi (2003),
- My Voice from the Eastern Cities (pokaz), Berlin (2005)
- Lodzia, Galeria Wschodnia w Łodzi (2009),
- Ukraina (prelekcja i pokaz zdjęć), Śródmiejskie Forum Kultury w Łodzi (2009)[1].

## Publikacje
- ćwierć WorkA roweru, wyd. „Studio Kolor”, Łódź, 1997;
- Zima w pałacu Grohmana / Ulica Nawrot, wyd. Muzeum Artystów w Łodzi, 2000;
- O fenomenie domów-trapezów, Łódź, 2002;
- Cukunft, Łódź, 2002;
- Bronisław Jungnykiel i Wanda Znamirowska, nakład własny 2009[1];
- Cholewiński M., Podolska J., Arkusiński M., Edelman, Biblioteka Centrum Dialogu, Łódź: Centrum Dialogu im. Marka Edelmana, 2019, ISBN 978-83-63182-39-7.
- Cholewiński M., Arkusiński M., Zgierskie wątki. Historia Zarysowana, Wydanie: I, Muzeum Miasta Zgierza 2021,
- Godlewski Ł., Cholewiński M., Tośta K., Ważny był tylko numer, Stowarzyszenie Twórców „Contur”, 2023, ISBN 978-83-96893-60-4.
- Cholewiński M., Krztoń A., Chciałbym zapomnieć, Stowarzyszenie „Na co dzień i od święta”, 2024, ISBN 978-83-97017-30-6.

## Odznaczenia
- 2011: Odznaka honorowa „Zasłużony dla Kultury Polskiej”[1].